# Pompeyo Gener
Pompeyo Gener Babot (Barcelona, 1846 o 1848 o 1850-Barcelona, 14 de noviembre de 1920) fue un publicista y dramaturgo español. Representante de la componente etnicista del nacionalismo catalán, se embarcó en un intento de conectar el nacionalismo catalán con fundamentos «científicos». Su enfoque —que combinaba el positivismo con el evolucionismo— le condujo al darwinismo social. De acuerdo con Gonzalo Álvarez Chillida, interpretó la realidad de España «en clave de racismo ario».

## Biografía

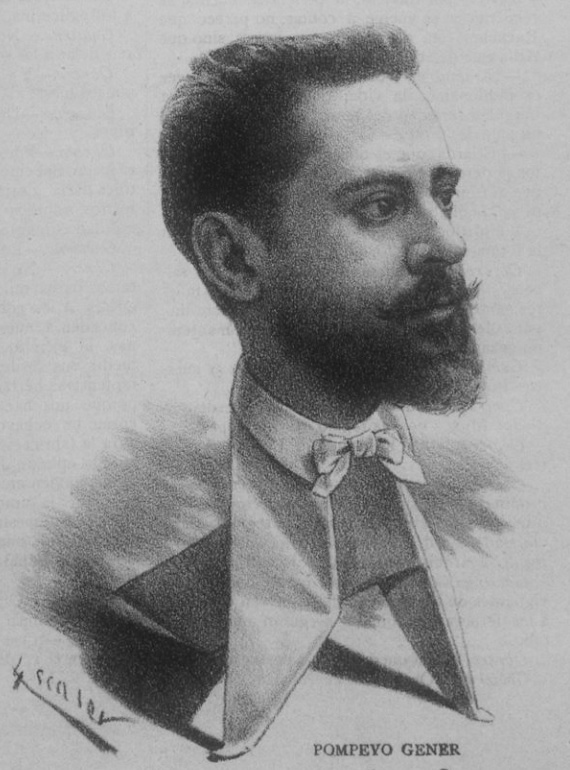
Caricaturizado por Escaler (La Semana Cómica, 28 de abril de 1892).

Nació en Barcelona en 1846, 1848, o 1850. Igualmente Eusebio Blasco, en un libro publicado en 1886, habla de él como de «un sabio de 32 años». Su juventud transcurrió al parecer en Cambrils, con la compañía de su abuelo Antonio Babot.
Estudió Medicina aunque no se graduó. Llegó a doctorarse en Farmacia. Estudió Egiptología, Filología, Lenguas orientales e Historia de las Religiones en Francia, Holanda, Suiza y Alemania.
Muy activo políticamente, estuvo vinculado al republicanismo y concretamente al republicanismo federal durante la revolución de 1868, participando en el Primer Congreso Catalanista de Valentí Almirall de 1880.
Como periodista, colaboró en diversos periódicos, como La Vanguardia, y revistas, como L'Esquella de la Torratxa y sobre todo en Joventut.
Falleció pobre y loco —había perdido la cordura unos años antes de morir— en un sanatorio de Barcelona el 14 de noviembre de 1920.

## Pensamiento

### Positivismo, racismo y pensamiento nacional

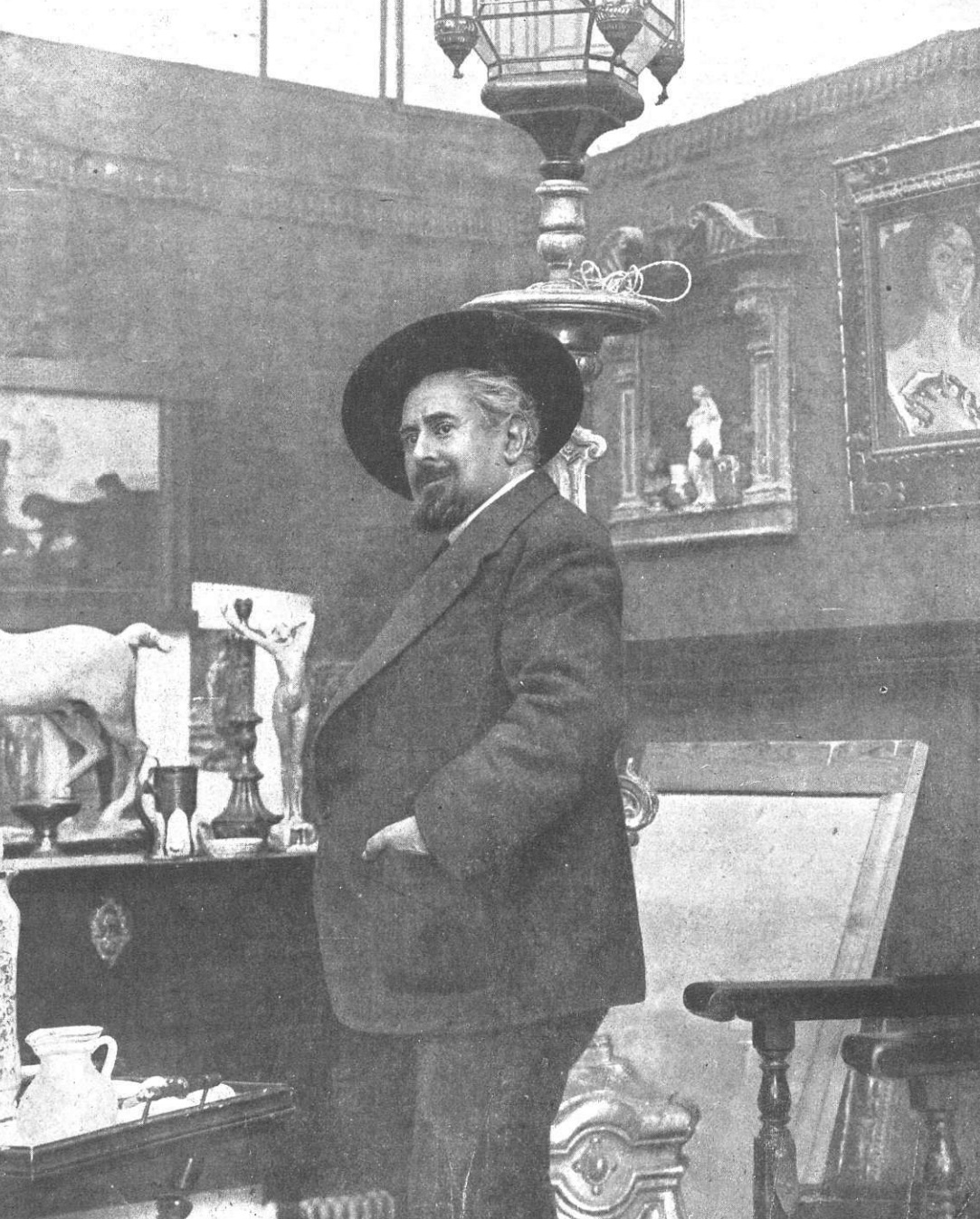
Fotografiado por Campúa

Muy conocido dentro del movimiento modernista, viajó a menudo por diversos países de Europa, y en una ocasión, junto con Apeles Mestres (1874), por Asia y África. En París, en donde residió durante largas temporadas, entró en contacto con corrientes positivistas, que quiso difundir en Cataluña. Así, por influencia de Jules Soury y la Société d'Anthropologie de Paul Broca, introdujo la doctrina racial francesa en el catalanismo. Ha sido descrito como «inquieto heterodoxo y hombre de mundo»; definición que choca con algunos de sus textos rayanos en el racismo y claramente misóginos como el que publicó el 26 de febrero de 1889 en la Vanguardia, «De la mujer y sus derechos».
En 1887, Gener publicó Heregias [sic]. Estudios de crítica inductiva sobre asuntos españoles por P.G. (Fernando Fé, Madrid). En Heregias, Gener, que en esa época todavía no había descubierto el catalanismo, aplica las doctrinas raciales a España.

Vamos dudando hace ya algún tiempo que la mayoría de España sea capaz de progreso à la moderna. Sólo las provincias del Norte y del Nordeste hemos visto verdaderos elementos, en raza, y en la organización del país, que permita esperar el desarrollo de una cultura como la de las naciones indogermánicas de origen. En el centro y en el Sur, exceptuando varias individualidades, hemos notado que, por desgracia, predomina demasiado el elemento semítico, y más aún el presemítico o bereber con todas sus cualidades: la morosidad, la mala administración, el desprecio del tiempo y de la vida, el caciquismo, la hipérbole en todo, la dureza y la falta de medios tonos en la expresión, la adoración del verbo.
Pompeyo Gener, Heregias (1887), op.cit. Caja, Francisco (2009), p.86

Para Gener, la idea de «raza» incluye también un sentido histórico, «raza histórica», y entronca con el concepto de «nacionalidad».

Lo que caracteriza a, pues, a las razas en el sentido sociológico de la palabra es una fisiología, y aún más, una psicología común, pues las que encontramos en la historia son sólo un mero producto de adaptación.
Pompeyo Gener, Heregias (1887), op.cit. Caja, Francisco (2009), p.88

El suelo, con su estructura geológica, su vegetación, sus animales propios, la atmósfera, las aguas que él contiene ó que lo limitan, en una palabra el medio ambiente en el sentido físico de la palabra, constituye el MOLDE que da forma o cohesión á la raza ó razas que van á establecerse en un país.
Pompeyo Gener, Heregias (1887), op.cit. Caja, Francisco (2009), p.89

El concepto de Gener de «nación» es orgánico, tiene una «identidad», establecida por su medio físico, tiene una «vida», una fisiología y lucha por su existencia, es la caracterización de un organismo social. Aquí se puede ver la influencia del darwinismo social, la «lucha por la existencia» de la nación dará la justificación conceptual para el imperialismo: las naciones se perfeccionan en la lucha, lo que equivale a obtener un destino, una «misión histórica», un mandato inimpugnable,

Todas las naciones, pues, con su modo de ser particular, son necesarias à la Humanidad como el cerebro, el corazón, el pulmón, el estómago y los demás órganos lo son al individuo humano.
Pompeyo Gener, Heregias (1887), op.cit. Caja, Francisco (2009), p.92

Naturalmente, mientras algunas naciones son líderes naturales (cerebro), otras tendrán funciones varias (corazón, pulmón, estómago, etc.). De esta forma, con la especialización de las naciones, Gener cree que se llegará a la «convergencia final», el ideal de la humanidad.
Gener apunta que el resto de España, aunque de sangre indoeuropea/aria, estaría contaminado por la sangre de razas inferiores. Con este «equipamiento» doctrinal, Gener considera que España, por influencia de sus elementos semíticos y presemíticos, está en decadencia desde la reconquista, muy en la línea de la leyenda negra,

Hay demasiada sangre semítica y bereber esparramada por la península para que pueda generalizarse en la mayoría de sus pueblos la ciencia moderna, para que adquieran una conducta conforme a las universidades relaciones de la Naturaleza, para que abandonen el pensamiento con ideas absolutas, ó solo con palabras. [...] España está paralizada por la necrosis producida por la sangre de razas inferiores como la Semítica, la Bereber y la Mongólica, y por espurgo que en sus razas fuertes hizo la Inquisición y el Trono, seleccionando todos lo que pensaban, dejando apenas como residuo más que fanáticos, serviles e imbéciles. La comprensión de la inteligencia ha producido aquí una parálisis agitante. Del Sud al Ebro los efectos son terribles; en Madrid la alteración morbosa es tal que casi todo su organismo es un cuerpo extraño al general organismo europeo. Y desgraciadamente la enfermedad ha vadeado ya el Ebro, haciendo terrible presa en las viriles razas del norte de la Península.
Pompeyo Gener, Heregias (1887), op.cit. Caja, Francisco (2009), p.96-97

Estos males se extenderían a Cataluña,

Así la actividad del pueblo catalán se dirigió toda entera á fomentar ese elemento de inferioridad que lleva consigo desde que se lo comunicaron los fenicios: EL COMERCIO. Así esta función que constituye el fondo del pueblo judaico pasó á constituir el suyo. / Sin príncipes de su sangre, proscrita su lengua de las altas esferas y de los usos elevados, sus nobles obligados a declararse títulos de Castilla, o á ser desposeídos, subordinados ses talentos al servicio del rey de España, y á ser fiscalizados por un clero feroz, reprimida toda manifestación de libertad y aún de desarrollo, muerta en fin toda actividad superior, el tráfico lo absorbió todo. [...] La feroz tiranía política que pesó sobre el catalán, durante siglo y medio, contribuyó a que fuera semejándose al judío; el esclavo, forzadamente es egoísta y astuto. Así el escaso fondo de semitismo que hubiera en el pueblo catalán, triunfó del ario y se sobrepuso. El atavismo fue motivado por la agrupación, y pronto no hubo inferioridad practicada en la antigüedad allá en Ascalón, e Biblos o en Cartago, que no repercutiera en nuestros puertos de Levante.
Pompeyo Gener, Heregias (1887), op.cit. Caja, Francisco (2009), p.96-97

### Catalanismo

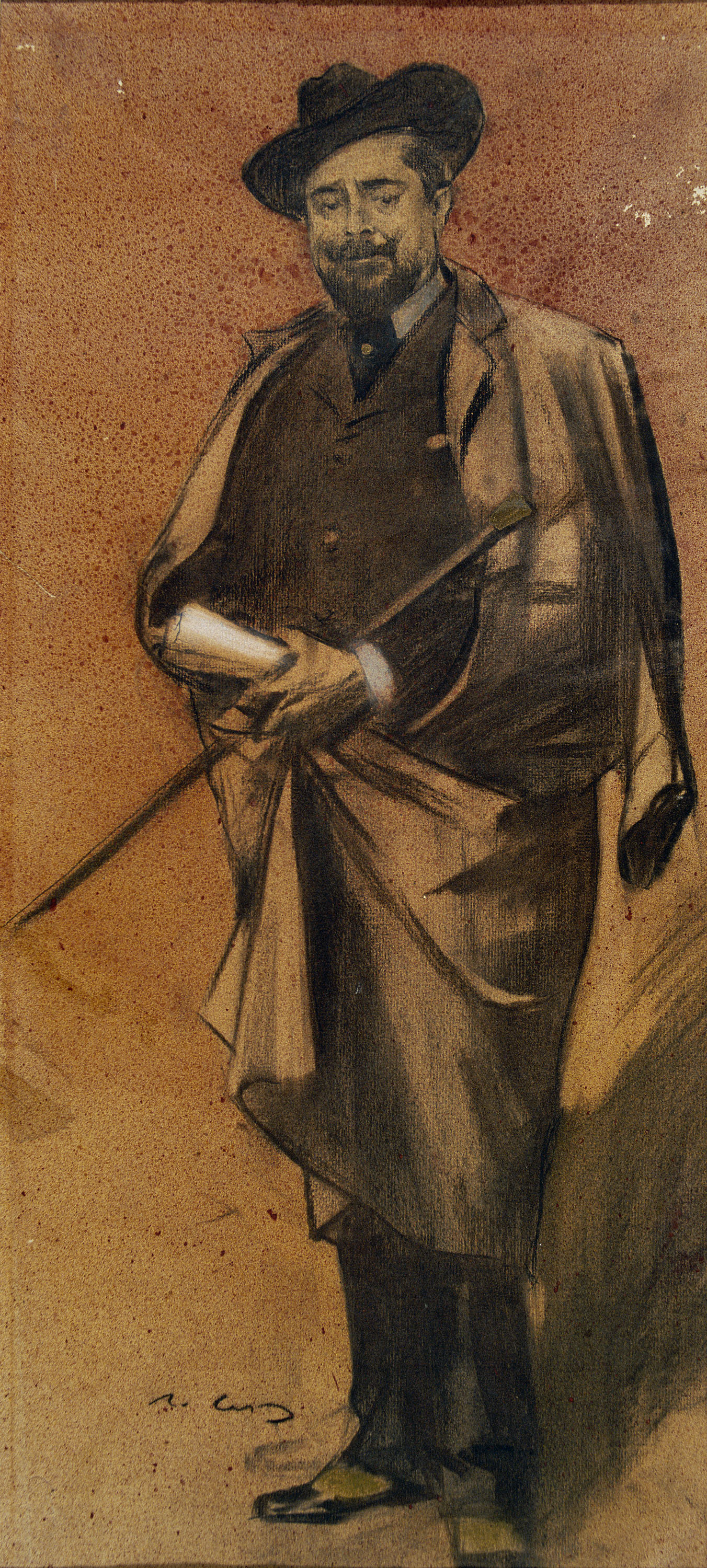
Peius pintado por Ramón Casas (MNAC).

Ya en 1887, en Heregias, consideraba la existencia de una «raza catalana» distinta y superior, «cada catalán tiene un rey en el cuerpo», que habría dado a su literatura la energía, el vigor y la dureza características. Al contrario que la «raza castellana», en la que la «falta de oxígeno y de presión atmosférica; la mala alimentación» y las conocidas influencias semíticas y presemíticas («los andaluces»), determinarían una lengua impropia para la gran literatura. Dichas supuestas características genéticas, bereberes y semíticas, del centro de la península configurarían para Gener, según recoge Martínez Hoyos, otras cualidades como la «morosidad», el «desprecio del tiempo», la «mala administración» o el «caciquismo».
En 1897 regresó a Barcelona definitivamente, firmando a partir de ese momento con el nombre de Pompeu Gener, estableciendo contacto con el círculo en torno a la revista Catalònia, donde sería uno de los intelectuales que defendió la modernidad del nacionalismo. Así, hacia 1900, había completado su giro hacia el nacionalismo.

[E]l Gobierno de los Superiores, de los Geniales, hete aquí a lo que obedecemos. Somos 'aristárquicos'. [...] Los predilectos de la Naturaleza. Los escogidos de la inteligencia, han de conducir a la masa en pro de ella misma. [...] Por esto rechazamos y pedimos que entierren estos restos insepultos de esta España negra, que se formó en pro de un trono opresor extranjero y de una religión de muerte; anhelamos la formación de otra España según las libres y fuertes tradiciones de los diversos pueblos. Que cada nación que en ella coexiste por razas se manifieste y se organice para su superior desenvolvimiento. En esta Nueva España, Cataluña marchará sola avanzando, para llegar a ser el centro de una República aristárquica mediterránea, porque nos sentimos profundamente europeos, y no queremos morirnos vegetando en el pudridero de los sepulcros. No somos separatistas. Marchamos mirando hacia adelante, hacia Europa, en todo caso, los separatistas serán los que se queden atrás, mirando hacia África.
Pompeyo Gener, «Los supernacionales de Cataluña», Vida Nueva (1900), op.cit. Caja, Francisco (2009), p.104-105

Para Gener existían tres corrientes dentro del nacionalismo catalán:
- La corriente conservadora y tradicionalista de la Renaixença y la Lliga de Catalunya, que pretendía volver a la Cataluña de los Condes de Barcelona, más o menos modernizada.
- La corriente federalista, que buscan la autonomía.
- Y los «supernacionales», que Gener quiere ver como la corriente de los modernos, intelectuales liberales, formado por hombres de letras, de ciencias, obreros, artistas, estudiantes, etc.; que es el grupo en el que se incluye. El órgano principal de este movimiento sería la revista Joventut, en el que Gener publicaría el manifiesto fundacional: «Manifiesto de los Supernacionales», uno de cuyos elementos decisivos es el rechazo del igualitarismo.

En su reedición de Herejías, ampliada con la «cuestión catalana», presenta de forma sintética su pensamiento nacionalista: sería simplemente un litigio entre razas. Para salvar a la raza catalana de su declive, habría que reforzar los elementos primigenios arios, celtas, latinos o incluso vascos, y purificarla de elementos castellanos, es decir, elementos semíticos y presemíticos. La inferioridad de la raza castellana provendría de los «elementos étnicos», pero también de «el excesivo calor y el extremo frío e [sic] las alturas yermas, los terremotos de ciertas comarcas, y sobre todo la sequedad del suelo.» «La atmósfera de Madrid es pobre en helio y argón» y en sus aguas faltan el «krypton, el neón y el xenon», por lo que debería dejar de ser la capital de España. En definitiva, «conocemos [los catalanes] que somos Arios europeos y que como hombres valemos más en el camino del Superhombre.» En su pensamiento,

Así, conviene á los centrales el socialismo nivelador, la democracia unitaria, que prepara la raza de proletarios habladores y pobres de voluntad, hábiles, pero que tienen la necesidad de quien les dirija y les mande, de jefes, de amo, de una ú otra forma; en una palabra, una raza de esclavos en el sentido más profundo de la frase. Y, en cambio en Cataluña y sintetizada ésta por los Supernacionales, la tendencia es diametralmente opuesta. El ciudadano tiende á robustecer su yo. El obrero es ácrata. En nuestra raza abundan los individuos diferenciados; los de excepción, y el hombre es cada día más fuerte, más vital y más rico de dinero, y de inteligencia que es más, cual nunca lo haya sido hasta el presente, gracias á la falta de prejuicios nacionales, gracias á su comunicación con todo lo notable de las demás naciones, gracias a la enorme multiplicidad de pensamiento y de práctica, de arte e industria.
Pompeyo Gener, Herejías, op.cit. Caja, Francisco (2009), p.112

El Archivo Histórico de la Ciudad de Barcelona conserva una parte del fondo personal de Pompeyo Gener, integrado por documentación para sus memorias, trabajos periodísticos, manuscritos de teatro y correspondencia.